# Johann Mentelin
Johann Mentelin (ur. ok. 1400 w Schlettstadt – zm. 1478 w Strasburgu) – niemiecki drukarz, założyciel pierwszej drukarni w Strasburgu. Uznawany za jednego z wybitniejszych typografów, był pionierem wytwarzania anonsów publikowanych książek. Z jego oficyny pochodzi najstarszy, drukowany niemiecki przekład Biblii (1466).
Widziano w nim także wynalazcę samej metody druku, który miał wyprzedzić na tym polu Johannesa Gutenberga. Badania historyczne nie potwierdziły jednak jego pierwszeństwa.

## Życiorys
Mentelin, urodzony około 1400 roku, pochodził z alzackiego Schlettstadt. Zamieszkał w Strasburgu, gdzie w 1447 roku przyjął tamtejsze prawo miejskie. Pracował jako notariusz, pisarz i miniaturzysta. Trudno określić kiedy i gdzie zetknął się z techniką drukowania książek. Niemiecki badacz Albert Kapr, wysunął przypuszczenie, że Mentelin mógł przebywać u Gutenberga w Moguncji, w kręgu jego współpracowników ze Strasburga, gdy ten uruchamiał pierwszą drukarnię w swoim domu. 
W każdym razie, najpewniej w 1458 roku, Mentelin, razem z Heinrichem Eggesteinem, założył drukarnię,  pierwszą w Strasburgu. Po pewnym czasie zaczął pracować samodzielnie. Do chwili swej śmierci w 1478 roku wydał około 40 druków. Zasłynęły spośród nich dwie edycje Biblii – łacińska, tzw. Biblia 49-wierszowa z 1460 roku oraz, wydane w sześć lat później, niemieckie tłumaczenie Pisma Świętego, najstarszy drukowany przekład tego dzieła na ten język – Biblia Mentelina. Poza tym z jego drukarni wychodziły także dzieła poezji dworskiej, w tym editio princeps (1477) Parzivala Wolframa von Eschenbacha i Jüngerer Titurel. 
Mentelin jako jeden z pierwszy drukarzy niemieckich zaczął wprowadzać czcionkę romańską, ponadto przypisuje mu się pierwszeństwo w posługiwaniu się ogłoszeniami wydawniczymi. Zachowane anonsy jego książek są jednymi z najwcześniejszych spośród znanych i zachowanych.

## Domniemany wynalazca druku
Działalność Mentelina zapewniła mu duży rozgłos. W jednym z pierwszych przekazów dotyczących druku, dziele Chronica summorum pontificum imperatorumque Riccobaldusa Ferrariensis (wydanym w Rzymie w roku 1474), został wymieniony, obok Gutenberga i Fusta, jako drukujący metalowymi czcionkami i to w ilości 300 kart dziennie, czyli takiej samej jak wspomniani wspólnicy z Moguncji. 
Przekaz o pierwszeństwie Mentelina we wprowadzeniu nowej techniki powielania książek narodził się najpewniej jeszcze w XV stuleciu i z czasem rozwinął się. Szczególna w tym zasługa wnuka drukarza ze Strasburga, Johannesa Schotta, który przypisywał mu tę zasługę w wydawanych przez siebie pracach – rymowanej kronice z 1536 roku, gdzie przedstawił dziadka jako wynalazcę, któremu skradziono pomysł, oraz w edycji dzieła Ptolemeusza z 1541 roku, ozdobionej herbem Mentelina, z napisem „pierwszy wynalazca sztuki drukarskiej”. Kilku późniejszych autorów przyjęło taką wersję wydarzeń w swoich książkach: humanista Hieronimus Gebweiler (1521), Jakob Spiegiel (1531, 1541) oraz Daniel Specklin, autor kroniki dziejów Strasburga. Wedle tego ostatniego pomysł Mentelina wykradł niewierny sługa, Johannes Gensfleisch, który podsłuchał rozmowę dotyczącą sposobu drukowania. Następnie uciekł do Moguncji, gdzie z pomocą bogacza nazwiskiem Gutenberg wykorzystał zdobytą wiedzę i upowszechnił wynalazek. Mentelin, jak pisze Specklin, zmartwiony tym obrotem sprawy, umarł ze zgryzoty.  
Drukarz ze Strasburga stał się jednym z poważniejszych konkurentów, współczesnych Gutenbergowi, do miana „wynalazcy druku”. Jednak opowieści o jego pierwszeństwie nie da się utrzymać. Świadczy o tym przekaz humanisty Jakoba Wimpfelinga, który znał osobiście Mentelina, a w swoim dziele Epithoma Germanorum (1505), przedstawił go jako dobrego typografa, lecz jako pierwszego drukarz wymienił Gutenberga.